# Saleen S281
Saleen S281 – samochód sportowy klasy średniej produkowany pod amerykańską marką Saleen w latach 2005–2010.

## Historia i opis modelu

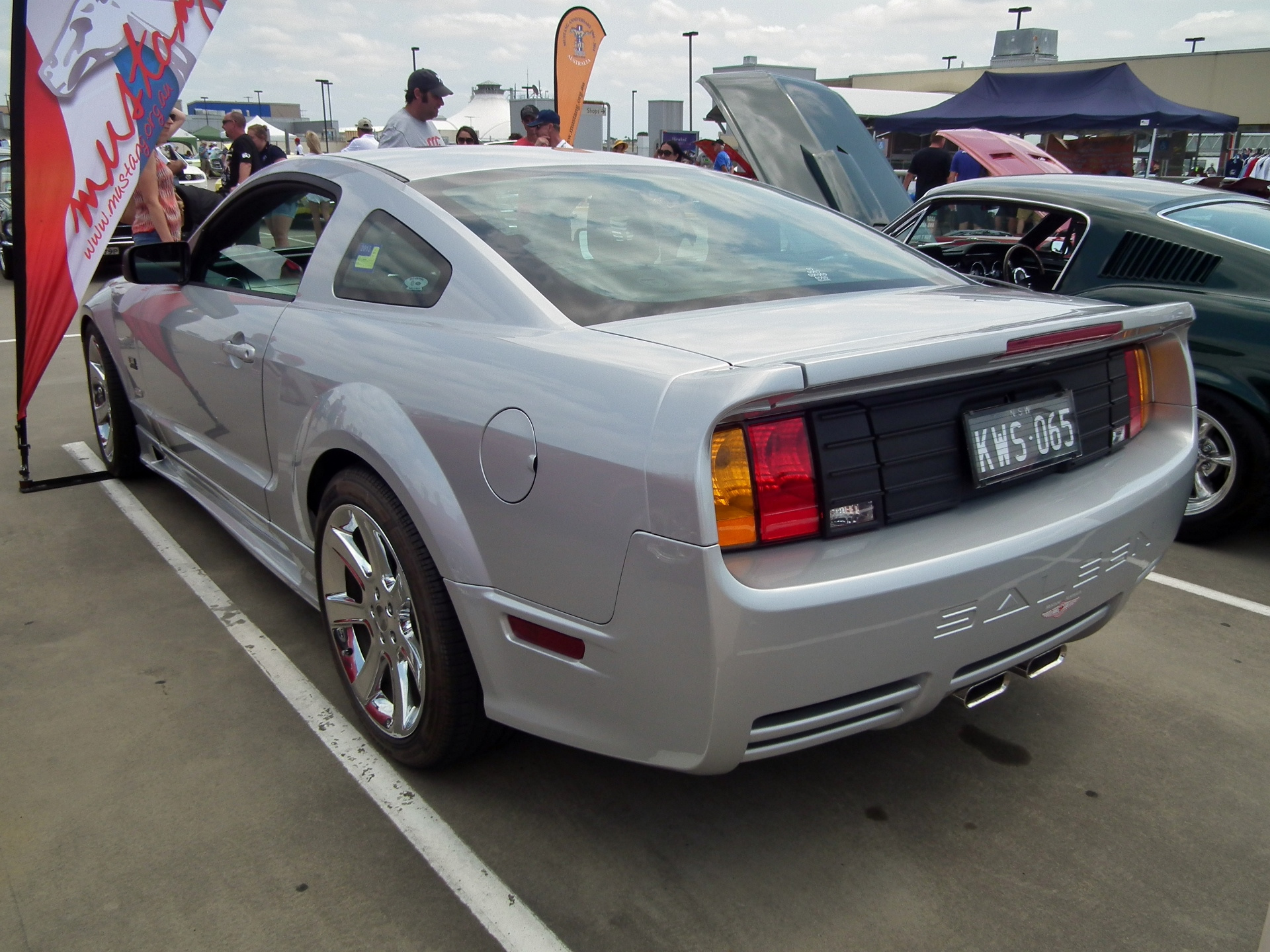
Saleen S281 – tył

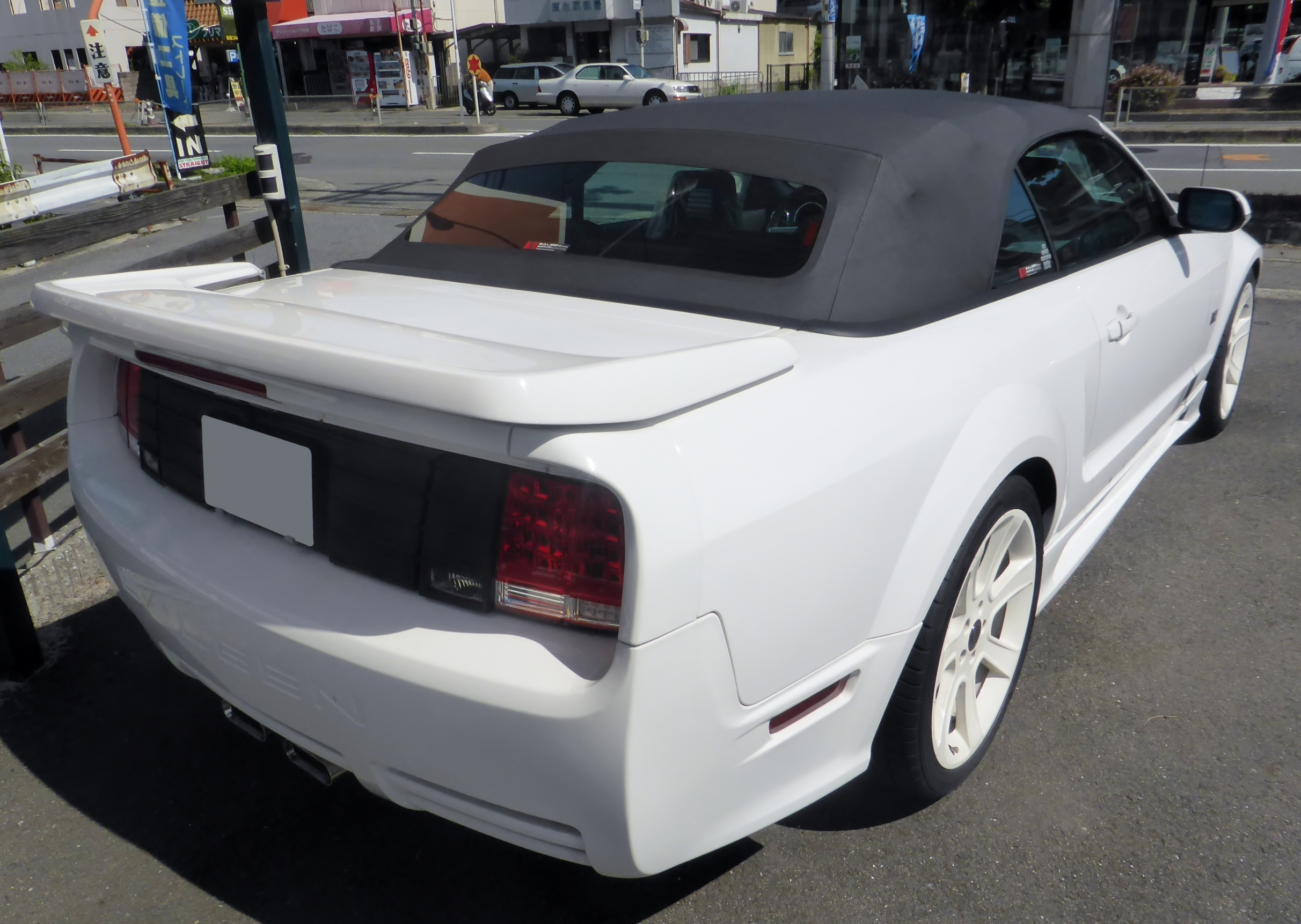
Saleen S281 Cabriolet

W 2005 roku Saleen przedstawił nowy model opracowany na bazie kolejnej generacji Forda Mustanga. Tym razem otrzymał on jednak inną nazwę, S281, zyskując obszerne modyfikacje nie tylko pod kątem technicznym, ale i wizualnym. Samochód był napędzany 4,6-litrowym silnikiem V8 rozwijającym moc 550 KM.
Gamę nadwoziową utworzyła zarówno 2-drzwiowa wersja coupe, jak i 2-drzwiowy kabriolet z miękkim składanym dachem.

### Stylistyka
Względem bazowego Forda Mustanga, Salen S281 przeszedł obszerne zmiany w stylistyce. Poza zmodyfikowanym przednim zderzakiem, innym wlotem powietrza i 20-calowymi alufelgami, najrozleglej zmodyfikowano tylną część nadwozia. Została ona wydłużona poprzez wysunięte krawędzie nadwozia, które zabudowały inaczej wypełnione tylne lampy i umieszczoną między nimi tablicę rejestracyjną. Na zderzaku znalazł się z kolei charakterystyczny napis z nazwą producenta.

### Silnik
- V8 4.6l 550 KM